# Anger Never Dies
Anger Never Dies è un brano musicale del gruppo belga Hooverphonic, estratto come primo singolo dall'album The Night Before del 2011.
Il brano è stato scritto e prodotto da Alex Callier. Si tratta del primo singolo interpretato da Noémie Wolfs, nuova cantante del gruppo.

## Tracce
Promo - Digital Columbia - (Sony)
1. Anger Never Dies - 3:32

## Classifiche
| Classifica (2011) | Posizione raggiunta |
| ----------------- | ------------------- |
| Belgio (Fiandre)  | 5                   |
| Belgio (Vallonia) | 22                  |
| Italia            | 18                  |